# Bartosz Huzarski
Bartosz Huzarski (Świdnica, 27 oktober 1980) is een voormalig Pools wielrenner.

## Overwinningen
2003
7e etappe Vredeskoers
2005
6e etappe Bałtyk-Karkonosze Tour
Bergklassement Ronde van Polen
2006
Bergklassement Ronde van Polen
2008
Eindklassement Szlakiem Grodów Piastowskich
2010
5e etappe Internationale Wielerweek
1e etappe Wielerweek van Lombardije
1e etappe Brixia Tour (ploegentijdrit)
2012
2e etappe B Internationale Wielerweek (ploegentijdrit)
5e etappe Koers van de Olympische Solidariteit
2015
1e etappe Ronde van Trentino (ploegentijdrit)

## Resultaten in voornaamste wedstrijden
| Jaar | Ronde van Italië | Ronde van Frankrijk | Ronde van Spanje |
| ---- | ---------------- | ------------------- | ---------------- |
| 2004 |                  |                     |                  |
| 2005 |                  |                     |                  |
| 2006 |                  |                     |                  |
| 2007 |                  |                     |                  |
| 2008 |                  |                     |                  |
| 2009 | 102e             |                     |                  |
| 2010 |                  |                     |                  |
| 2011 |                  |                     |                  |
| 2012 | 70e              |                     |                  |
| 2013 |                  |                     | 35e              |
| 2014 |                  | 68e                 |                  |
| 2015 |                  | 108e                |                  |
| 2016 |                  | 39e                 | opgave           |

| Jaar | Milaan-San Remo | Amstel Gold Race | Luik-Bast.‑Luik | Ronde van Lombardije |  | WK op de weg |
| ---- | --------------- | ---------------- | --------------- | -------------------- |  | ------------ |
| 2004 |                 |                  |                 |                      |  | opgave       |
| 2005 |                 |                  |                 |                      |  | 96e          |
| 2006 |                 |                  |                 |                      |  |              |
| 2007 |                 |                  |                 |                      |  |              |
| 2008 |                 |                  |                 |                      |  |              |
| 2009 |                 |                  |                 | 90e                  |  | 73e          |
| 2010 | opgave          |                  |                 | opgave               |  | 60e          |
| 2011 |                 |                  |                 |                      |  | 156e         |
| 2012 |                 |                  |                 |                      |  |              |
| 2013 |                 | opgave           |                 | 24e                  |  | 52e          |
| 2014 | 102e            |                  | 102e            | opgave               |  | opgave       |
| 2015 | 98e             |                  | opgave          |                      |  |              |
| 2016 |                 |                  | 110e            |                      |  |              |

## Ploegen
- 2002 –  Mróz-Supradyn Witaminy
- 2003 –  Action-nVidia-Mróz
- 2004 –  Action
- 2005 –  Action ATI
- 2006 –  Intel-Action
- 2007 –  Intel-Action
- 2009 –  ISD-Neri
- 2010 –  ISD-Neri
- 2011 –  Team NetApp
- 2012 –  Team NetApp
- 2013 –  Team NetApp-Endura
- 2014 –  Team NetApp-Endura
- 2015 –  Bora-Argon 18
- 2016 –  Bora-Argon 18

Bárta · 
Benedetti · 
Camaño · 
De la Cruz · 
Dempster · 
Downing · 
Eichler · 
Huzarski · 
Jarc ·   
Kluge ·   
König · 
Matzka · 
McEvoy ·
Mendes · 
Rowsell · 
Schillinger · 
Schorn · 
Schwarzmann · 
Thwaites · 
Voss · 
Wetterhall
Bárta · 
Benedetti · 
Bennett · 
Camaño · 
De la Cruz · 
Dempster · 
Huzarski · 
Jarc · 
König · 
Machado · 
Matzka · 
McEvoy · 
Mendes · 
Padour · 
Rowsell · 
Schillinger · 
Schorn · 
Schwarzmann · 
Thwaites · 
Voss  · 
Konrad (stagiair) · 
Krieger (stagiair) · 
Mühlberger (stagiair) 
Archbold · Bárta · Bauhaus · Benedetti · Bennett · Buchmann · Dempster · Huzarski · Konrad · Matzka · Mendes · Nerz · Pfingsten · Salerno · Schillinger · Schorn · Schwarzmann · Thurau · Thwaites · Voss · Mühlberger (stagiair) · Pöstlberger (stagiair)
Archbold · Bárta · Bauhaus · Benedetti · Bennett · Buchmann · Dempster · Herklotz · Huzarski · Konrad · Matzka · Mendes · Mühlberger · Nerz · Pfingsten · Pöstlberger · Schillinger · Schwarzmann · Selig · Thwaites · Voss